# De Havilland Canada DHC-1 Chipmunk
Le de Havilland Canada DHC-1, aussi connu sous le nom de Chipmunk (en français, tamia) est un avion d'entraînement monoplan. Il effectua son premier vol le 22 mai 1946 et fut produit jusqu'en 1961. Destiné à remplacer le biplan d'entraînement  de Havilland Tiger Moth, il a été conçu au Canada par l'ingénieur d'origine polonaise Wsiewołod Jakimiuk.
Le Chipmunk, un biplace monomoteur, est un avion d'entraînement de base qui a été l'avion d'entraînement principal de l'Aviation royale du Canada (ARC), de la Royal Air Force (RAF) et de plusieurs autres forces aériennes pendant la majeure partie de la guerre froide. Conçu pour remplacer le biplan d'entraînement de Havilland Tiger Moth, le Chipmunk a été le premier vrai projet de l'aviation d'après-guerre de de Havilland Canada, la maison mère britannique se concentrant à l'époque sur le développement de l'avion de ligne DH-106 Comet. Le Chipmunk sera produit à 1 283 exemplaires, au Canada, au Royaume-Uni mais aussi au Portugal.
L'avion était motorisé par un moteur Gipsy Major 4 cylindres délivrant 145 chevaux.
Aujourd'hui, environ 350 DHC-1 Chipmunk (également surnommés « Chippie ») seraient encore en état de navigabilité.